# Bob Clendenin
Robert Treman "Bob" Clendenin (14 de abril de 1964) es un actor estadounidense. 
En televisión, interpretó a Carl Dawson en la serie 10 Items or Less. También apareció en un papel recurrente como un oncólogo, el Dr. Paul Zeltzer, en la serie Scrubs, y Slow Roger en My Name Is Earl. Tiene un papel recurrente en la serie de ABC llamada Cougar Town, como un vecino quién tiene un enamoramiento en el personaje principal interpretado por Courteney Cox.
Ha aparecido interpretando personajes estrafalarios en numerosos programas de televisión como Charmed, Ugly Betty, That '70s Show, Felicity, Weeds y Desperate Housewives. Apareció como un cirujando en un episodio de Star Trek: Voyager y puede ser visto en la película Star Trek (2009), como el trabajador del astillero.
Apareció en Space: Above and Beyond como Mank (1 episodio, en 1996), como también un nerd del espacio en la película, Dude, Where's My Car? (acredita como Robert Clendewin).
Apareció en un comercial para Jack in the Box.
Interpretó el papel de Ted en la película de 2008 Daryl From OnCar. Este cortometraje fue producido por WGA-Afiliados con Strike TV, un sitio creado para beneficiar el equipo afectado por la huelga de guionistas del 5 de noviembre de 2007 al 12 de febrero de 2008.
Clendenin se graduó de la Universidad Cornel en 1986 y luego se graduó de la Universidad Penn State.